# Yukihiko Tsutsumi
Yukihiko Tsutsumi (堤幸彦, Tsutsumi Yukihiko) nascut el 3 de novembre de 1955 a Yokkaichi (Mie) és un director de cinema i televisió japonès. Va començar a dirigir anuncis i vídeos de promoció musical com a empleat de Nippon Television. Després de passar un temps a l'estranger, va tornar i va crear la seva pròpia productora, Office Crescendo, de la qual treballa de manera independent. El seu primer drama televisiu a Nippon Television es va anomenar Kora! Tonneruzu i va funcionar del 1985 al 1989.
Va dirigir Taitei no Ken, un treball original de Baku Yumemakura, el 2007.

## Filmografia seleccionada
- Kindaichi Case Files (1997) - protagonitzada per Domoto Tsuyoshi, Tomosaka Rie
- Shinsei Toilet no Hanako-san (1998)
- Pikanchi (2002)
- 2LDK (2002)
- Jam Films - HIJIKI segment (2002)
- Collage of Our Life (2003)
- Forbidden Siren (2006)
- Ashita no Kioku (2006)
- Taitei no Ken (2007)
- Jigyaku no Uta (2007)
- Hōtai Club (2007)
- 20th Century Boys (2008 - 2009)
- BECK (2010)
- Eito Ranger (2012)
- SPEC: Ten (2012)
- SPEC: Close (2013)
- Angel Home (2013)
- Trick The Movie: Last Stage (2014)
- Eight Ranger 2 (2014)
- The Mourner (2015)
- Initiation Love (2015)
- The Big Bee (2015)
- Sanada 10 Braves (2016)
- The House Where the Mermaid Sleeps (2018)
- 12 Suicidal Teens (2019)
- Hope (2020)
- First Love (2021)
- Arashi Anniversary Tour 5×20 Film: Record of Memories (2021)[4]
- Natsume Arata no Kekkon (2024)[5]
- The Hotel of My Dream (2024)[6]
- The Killer Goldfish (TBA)[7]

## Drames (selecció)
- Kindaichi Case Files (1995, 1996, NTV)
- Psychometrer Eiji (1997, NTV)
- Keizoku (1999, TBS)
- Ikebukuro West Gate Park (2000, TBS)
- Trick (2000, TV Asahi)
- Stand Up!! (2003, TBS)
- Socrates in Love (2004, TBS)
- H2 (2005, TBS)
- Sushi Ōji! (2007, TV Asahi)
- Kosetsu Hyaku Monogatari (2006, WOWOW)
- [SPEC: Keishichō Kōanbu Kōan Dai 5-ka Mishō Jiken Tokubetsu Taisaku Gakari Jikenbo (2010, TBS)
- Yamegoku: Yakuza Yamete Itadakimasu (2015, TBS)

## Premis
- 40ns Premis de Cinema Hochi: Millor director per The Big Bee i Initiation Love[8]